# Ghatsbulbyl
Ghatsbulbyl (Rubigula gularis) är en asiatisk fågel i familjen bulbyler inom ordningen tättingar. Den förekommer endast i bergstrakter i sydvästra Indien.

## Utseende och läten
Ghatsbulbylen är en rätt liten (19,5 cm) och slank bulbyl med en mycket kort, raggig tofs och relativt kort, något rundad stjärt. Huvudet är svart, ovansidan olivgrön och undersidan gul på bröst och buk med rubinröd strupe. På stjärten syns otydliga vita kanter på de yttre stjärtpennorna. Sången är behaglig, snabb och rätt ljus.

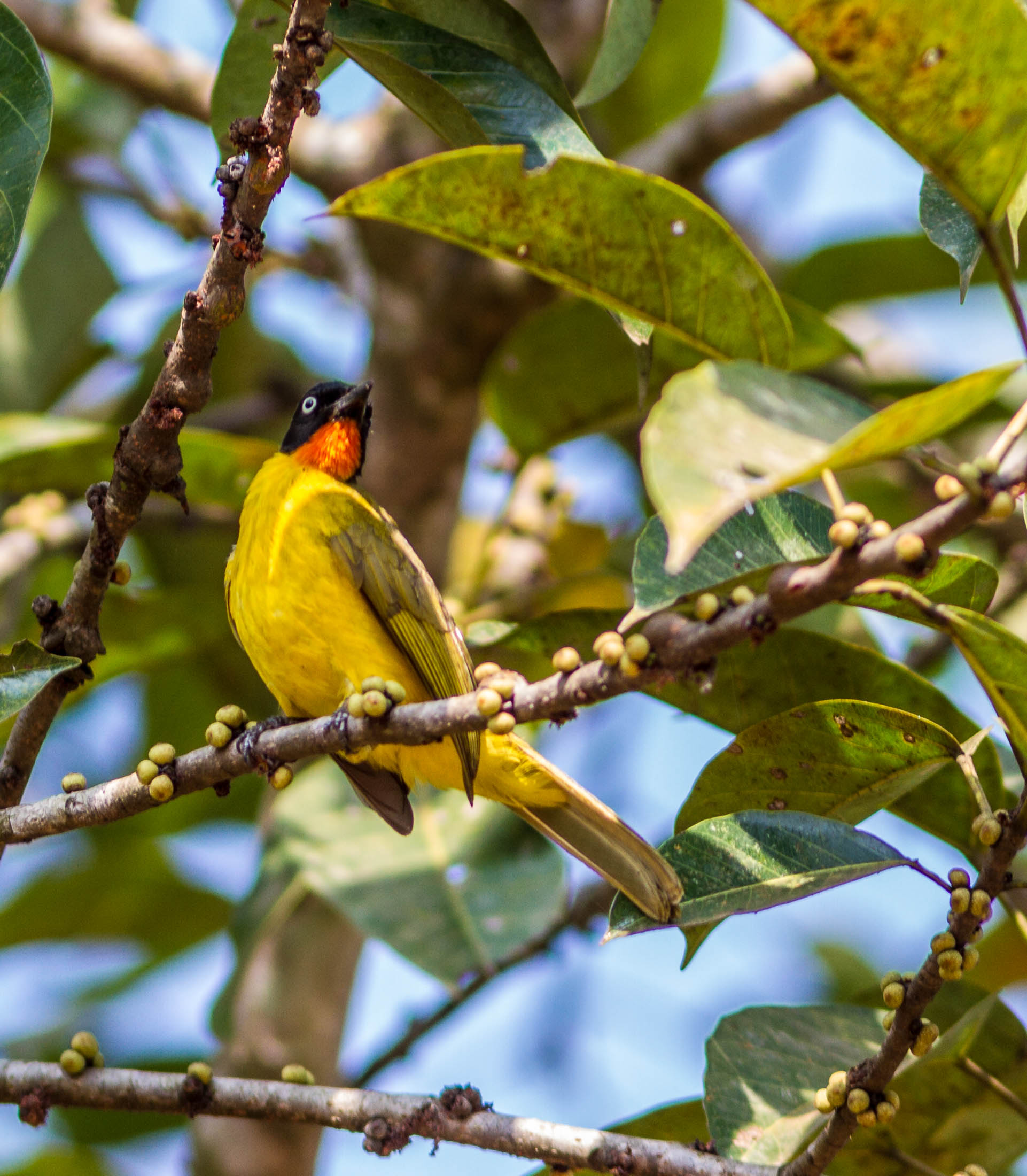
Ghatsbulbyl fotograferad i delstaten Karnataka visar upp den rubinröda strupen.

## Utbredning och systematik
Fågeln återfinns i höglänta områden i sydvästra Indien (västra Mysore till Kerala och Tamil Nadu). Den behandlas som monotypisk, det vill säga att den inte delas in i några underarter. Tidigare betraktades den som en underart till P. melanicterus och vissa gör det fortfarande.

### Släktestillhörighet
Arten placerades tidigare i släktet Pycnonotus. DNA-studier visar att Pycnonotus dock är parafyletiskt visavi Spizixos, varför flera taxonomiska auktoriteter numera delar upp det i flera mindre släkten. 

## Status och hot
Arten har ett stort utbredningsområde och en stor population, men tros minska i antal, dock inte tillräckligt kraftigt för att den ska betraktas som hotad. Internationella naturvårdsunionen IUCN kategoriserar därför arten som livskraftig (LC).